# Галчанский, Пётр Анатольевич
Пётр Анатольевич Галчанский (укр. Петро Анатолійович Галчанський; род. 6 мая 1960, станица Незлобная, Георгиевский район, Ставропольский край, Россия) — заслуженный журналист Украины, издатель, бизнесмен. Председатель совета директоров компании Южноукраинский медиа холдинг. Руководитель благотворительного фонда «Журналисты за демократию». Глава наблюдательного совета Южноукраинского национального педагогического университета имени К. Д. Ушинского. Председатель оргкомитета рейтинга «Народное признание» — «Одессит года». Кандидат психологичеких наук. Полковник запаса.

## Биография
Родился 6 мая 1960 года в станице Незлобной Георгиевского района Ставропольского края, Россия.
В 1977 году закончил среднюю школу, работал корреспондентом в районной газете.
В 1978 году был призван в ряды Советской армии. В 1979 году поступил во Львовское высшее военно-политическое училище на факультет журналистики. После его окончания служил на различных должностях в военных газетах Дальневосточного военного округа, Западной группы войск, Одесского военного округа.
В 1997 году окончил юридический факультет Одесского государственного университета имени И. И. Мечникова. В этом же году присвоена учёная степень кандидата психологических наук.
В 1997 году уволился из рядов Вооружённых Сил Украины и стал главным редактором газеты «Аргументы и факты» по Южному региону Украины.
В 2000 году П. А. Галчанский основал Южноукраинский медиа-холдинг, которым руководит уже 20 лет. Холдинг объединяет свыше 20 газет и журналов («Аргументы и факты», «КП в Украине», «Жизнь в Одессе», «Жизнь на пенсии», «Одесская правда», «Фаворит», «Наш город» и др.), издательство, информационное агентство «Одесса Медиа», различные сайты и телеграм-каналы. В состав холдинга входят несколько торговых предприятий, рекламные агентства, благотворительный фонд «Журналисты за демократию».
П. А. Галчанский — известный путешественник. Побывал более чем в 100 странах, подготовил и опубликовал десятки репортажей, зарисовок, очерков. Написал и издал книгу «Одиссеи одесситов».